# سلام دانك (تسجيلات)

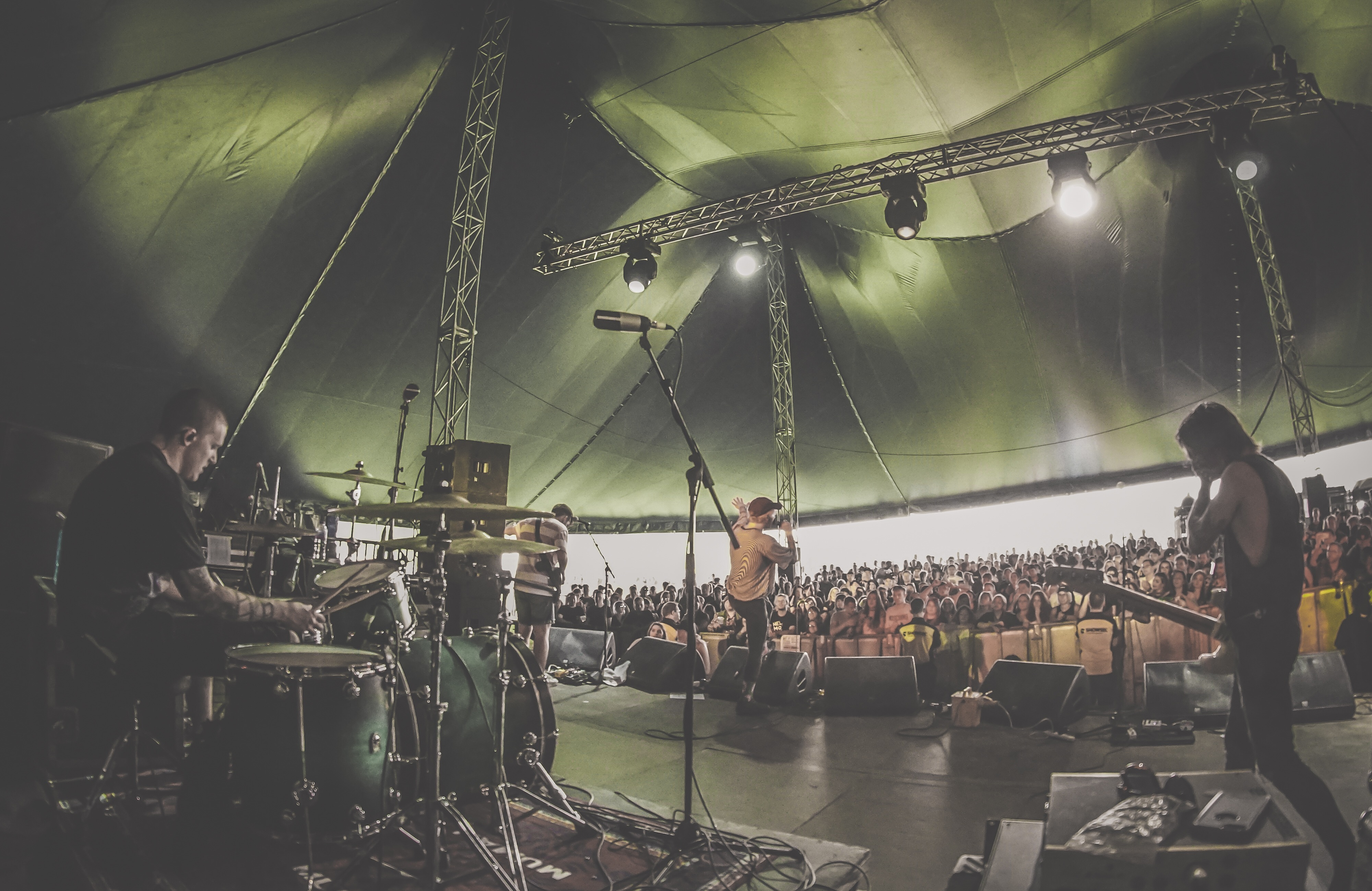
قصة غير مروية في مهرجان سلام دانك 2019

تسجيلات سلام دانك (بالإنجليزية: Slam Dunk Records أو Slam Dunk Music) هي شركة بريطانية مستقلة لتسجيل الأغاني وتنظيم الحفلات الموسيقية، تأسست في ليدز، إنجلترا، في عام 2007.